# 57 Armia (ZSRR)
57 Armia (ros. 57-я армия) – związek operacyjny Armii Czerwonej w czasie II wojny światowej.

## Historia

### I formowanie
Po raz pierwszy armię sformowano w październiku 1941 w Północnokaukaskim Okręgu Wojskowym w rejonie Stalingradu, z bezpośrednim podporządkowaniem Stawce Naczelnego Dowództwa. Pierwotnie obejmowała ona 333, 335, 337, 341, 349 i 351 Dywizje Strzeleckie, 60 i 79 Dywizje Kawalerii, a także szereg lotniczych i innych jednostek.
1 stycznia 1942 armię włączono w skład Frontu Południowego. Brała udział w operacji barwienkowsko-łozowskiej, bitwie pod Charkowem (od 21 maja w składzie Frontu Południowo-Zachodniego). 13 lipca została przekazana Frontowi Stalingradzkiemu i wzięła udział w bitwie pod Stalingradem (od 6 sierpnia do 27 września wchodziła w skład Frontu Południowo-Wschodniego, od 1 stycznia 1943 Frontu Dońskiego). W lutym 1943 dowództwo 57 Armii zostało przemianowane na dowództwo 68 Armii, a wojska zostały przeniesione do innych armii.

### II formowanie
Ponownie 57 Armia została sformowana pod koniec kwietnia 1943 na Froncie Południowo-Zachodnim na bazie 3 Armii Pancernej. W jej skład weszły 14, 48 i 58 Gwardyjskie, 19, 52, 113, 303 Dywizje Strzeleckie, 1 Myśliwska, 173 i 179 Brygady Pancerne, a także szereg artyleryjskich, saperskich i innych jednostek.
Zajmowała linię obrony na rzece Północny Doniec, brała udział w bitwie pod Kurskiem (od 9 sierpnia jako część Frontu Stepowego) oraz w wyzwoleniu lewobrzeżnej Ukrainy (od 20 października jako część 2 Frontu Ukraińskiego). W czasie bitwy kurskiej (5 lipca – 23 sierpnia 1943) dowództwo 47 Armii tworzyli następujący oficerowie: dowódca Nikołaj Gagen, szef sztabu W. Karpuchin, członkowie rady wojennej L. Boczarow i G. Galijew oraz szef zarządu politycznego G. Ciniew.
22 lutego 1943 armia została przekazana 3 Frontowi Ukraińskiemu i w jego składzie uczestniczyła w operacjach ofensywnych bierezniegowato-snigirowskiej, odeskiej i jasko-kiszyniowskiej, w wyzwoleniu Bułgarii, w operacjach belgradzkiej, budapeszteńskiej, balatońskiej i wiedeńskiej.

## Dowódcy 57 Armii
I formowania
- gen. por. Dmitrij Riabyszew (październik 1941 – luty 1942);
- gen. por. Kuźma Podłas (12 luty[3] – maj 1942);
- gen. mjr Aleksandr Batiunia (maj – czerwiec 1942);
- p.o. gen. mjr Dmitrij Nikiszow (czerwiec – lipiec 19423);
- gen. mjr Fiodor Tołbuchin (lipiec 1942 – styczeń 1943) – od stycznia 1943 generał porucznik.

II formowania
- gen. por. Nikołaj Gagen[1] (maj 1943 – październik 1944);
- gen. por. Michaił Szarochin (październik 1944 – maj 1945) – od kwietnia 1945 generał pułkownik[4].